# هوارد جود
هوارد جود (بالإنجليزية: Howard Judd)‏ هو طبيب التوليد والنساء وطبيب أمريكي، ولد في 28 ديسمبر 1935 في لوس أنجلوس في الولايات المتحدة، وتوفي في 19 يوليو 2007 في سانتا مونيكا في الولايات المتحدة بسبب قصور القلب.